# 90414 Karpov
90414 Karpov este o planetă minoră (asteroid) din centura de asteroizi. A fost descoperită pe 19 decembrie 2003 la Observatorio Astronomico Pla D'Arguines⁠(d) de Rafael Ferrando⁠(d) și a fost numită după Anatoli Karpov. 
Obiectul prezintă o orbită caracterizată de o semiaxă mare de 2,3873349815654 UAi, o excentricitate de 0,06, o înclinație de 6,3 ° în raport cu ecliptica.